# Chaetodus brancuccii
Chaetodus brancuccii är en skalbaggsart som beskrevs av Martinez 1994. Chaetodus brancuccii ingår i släktet Chaetodus och familjen Hybosoridae. Inga underarter finns listade i Catalogue of Life.